# Idris (nome gallese)
Idris  è un nome proprio di persona gallese maschile.

## Origine e diffusione
È composto da un primo elemento riconducibile al gallese medio iud (o iudd, udd, "signore", "principe", da cui anche Meredith e Griffin), mentre il secondo è incerto: potrebbe essere ris ("ardente", "impulsivo", "entusiasta"), o gres ("passione", "zelo"), dando al nome il significato complessivo di "ardente signore".
Va notato che questo nome coincide con Idris, un nome arabo omografo, ma ben distinto.

## Onomastico
Il nome è adespota, non essendo portato da alcun santo. L'onomastico si può festeggiare il 1º novembre, in occasione di Ognissanti.

## Persone
- Idris Gawr, semileggendario re gallese

## Toponimi
- Cadair Idris è una montagna del Galles, che prende il suo nome dal re Idris Gawr[1].